# Jermaine Marshall
Jermaine Marshall (Goldsboro, Pennsilvània, 7 de novembre de 1990 - 18 de gener de 2019) va ser un basquetbolista nord-americà que va pertànyer a la plantilla del Nantes Basket Hermine de la lliga Pro B francesa. Amb 1,93 metres d'alçada, jugava en la posició d'escorta.

## Trajectòria esportiva

### Universitat
Va jugar tres temporades amb els Nittany Lions de la Universitat Estatal de Pennsilvània, en les quals va fer una mitjana de 9,8 punts, 3,2 rebots i 1,4 assistències per partit.
La temporada sènior la va jugar en els Sun Devils de la Universitat Estatal d'Arizona, en la qual va fer una mitjana de 15,1 punts i 3,1 rebots per partit, el cinquè millor anotador de la Pac-12 Conference aquesta temporada.

### Professional
Després de no ser triat en el Draft de l'NBA del 2014, va disputar les Lligues d'Estiu de la NBA amb els Houston Rockets, fent una mitjana de 9,0 punts i 1,2 robatoris de pilota en els quatre partits que va disputar. El mes de juliol va signar el seu primer contracte professional amb el Novipiù Casale Monferrato de la Sèrie A2 italiana, equip amb el qual va disputar una temporada com a titular, en la qual va fer una mitjana de 14,7 punts i 4,3 rebots per partit.
La seva temporada següent va estar marcada per dos fitxatges frustrats sense arribar a debutar. L'agost de 2015 va signar amb el Le Mans Sarthe Basket de la Pro A francesa, però va ser tallat un mes després abans del començament de la competició. Dos dies després va fitxar pel Atomerőmű SE hongarès, però novament és tallat una setmana més tard sense arribar a debutar. No va ser fins al gener de 2016 fins que va tornar a les pistes en signar amb l'A.E. Neas Kīfisias grec. Allí va protagonitzar un dels errors més grans del bàsquet a Grècia en els últims anys, després de ficar-se una autocistella que portava el partit a la pròrroga contra el Aris BC, i que va acabar perdent, i precipitant la seva sortida del club.
La temporada següent la va començar en el Apollon Limassol BC xipriota, on en nou partits va fer una mitjana de 14,6 punts i 5,5 rebots, per signar el desembre de 2016 amb el Forward Lease Rotterdam holandès. Allí va disputar catorze partits, en els quals va fer una mitjana de 17,8 punts i 7,2 rebots.
En 2017 va signar per l'Hèlsinki Seagulls de la Korisliiga de Finlàndia, on va jugar la temporada completa com a titular, fent una mitjana de 17,8 punts i 3,6 rebots per partit. El juliol de 2018 va signar contracte amb el Nantes Basket Hermine de la Pro B francesa.